# C/1933 D1 Peltier
C/1933 D1 Peltier  è una cometa non periodica con orbita parabolica. La cometa è stata scoperta il 6 febbraio 1933 dall'astrofilo statunitense Leslie Copus Peltier, è la quarta cometa scoperta da Peltier.